# 愛爾蘭—瑞典關係
愛爾蘭－瑞典關係是指愛爾蘭共和國與瑞典王國之間的雙邊關係，兩國同為歐洲委員會和歐盟會員國。雖然兩國有大使級邦交，但僅愛爾蘭方面有於斯德哥爾摩設置駐瑞典大使館，瑞典雖有任命駐愛大使，不過其辦公地點亦在斯德哥爾摩，僅於都柏林設置名誉領事館。
瑞典國會議長佩尔·韦斯特贝里曾在瑞典輪值為歐洲聯盟理事會主席國後的2009年6月26日訪愛。同年7月17日，瑞典貿易委員會關閉了駐都柏林辦事處，將其業務移到英國。
2021年，瑞典政府正在计划恢复运作此前已经裁撤的驻爱尔兰大使馆。